# Béla Rerrich
Béla Rerrich   (Budapest, 26 de novembre de 1917 - Saltsjöbaden, 24 de juny de 2005) fou un tirador d'esgrima hongarès, especialista en espasa, que va competir durant les dècades de 1940 i 1950.
Durant la seva carrera esportiva va prendre part en tres edicions dels Jocs Olímpics d'Estiu. El 1948, a Londres, i 1952, a Hèlsinki, quedà eliminat en sèries en les proves del programa d'esgrima que disputà. El 1956, a Melbourne, guanyà la medalla de plata en la prova d'espasa per equips, mentre en la prova espasa individual quedà eliminat en sèries.
En el seu palmarès també destaca una medalla de bronze al Campionat del Món d'esgrima de 1955.
Durant els Jocs Olímpics de Melbourne es va produir la revolució hongaresa i Rerrich, com molts altres esportistes hongaresos, va decidir no tornar a Hongria. Primer va passar pels Estats Units, per acabar a Estocolm, Suècia, on va ensenyar esgrima amb èxit durant molts anys.